# Trachea viridis
Trachea viridis là một loài bướm đêm trong họ Noctuidae.